# M. R. Gurusamy Mudaliar
M. R. Guruswami Mudaliar (Nelamangala, 1880 – Kilpauk, 1958) è stato un medico indiano.
Operò a Madras durante la prima metà del XX secolo, guadagnando una grande fama nel suo Paese e arrivando ad occupare posti in medicina e chirurgia normalmente riservati ai soli inglesi.

## Biografia
Guruswami Mudaliar nacque nel 1880 a Tuluva Vellala dalla famiglia Mudaliar di Nelamangala (ora nel distretto di Bangalore), all'epoca parte del principato di Mysore. Sua madre era la seconda moglie di Ramaswamy Mudaliar, un facoltoso imprenditore edile. Suo nipote era il regista R. Nataraja Mudaliar. Dopo aver completato gli studi a Mysore, si recò al Bangalore Central College per il suo livelloB.A. livello. Rajaji era un suo amico del college.

## Carriera da medico
Dopo aver conseguito la laurea, Guruswami Mudaliar si iscrisse al Madras Medical College per una laurea in medicina. Uscì a pieni voti e in seguito lavorò all'ospedale governativo di Thanjavur. Dopo alcuni anni, fu messo in servizio come professore al Madras Medical College. Fu il primo indiano ad essere nominato professore di terapia nell'istituto, che era aperto solo a medici britannici esperti e competenti.

## Specializzazione come dottore
Guruswami Mudaliar era un rinomato chirurgo e venne consultato da diversi personaggi famosi come combattenti per la libertà e leader politici. Eseguì il terzo intervento chirurgico di un nodulo canceroso sul braccio di Ramana Maharishi nell'agosto 1949. Curò anche più volte Periyar E. V. Ramasamy in prigione quando non era in buona salute. Altri quali V.V. Giri, Durgabai Deshmukh e MS Subbulakshmi esaltarono i suoi servizi nelle loro interviste e autobiografie.
Mudaliar era ampiamente noto per essere un maestro nella diagnosi delle percussioni. In un caso, gli venne chiesto di curare una giovane donna con una misteriosa malattia. Le chiese di sdraiarsi a pancia in giù e, tirandole su la camicetta, le tenne la mano sinistra sulla schiena e iniziò il suo trattamento a percussione. Improvvisamente si fermò in un punto e, tirando fuori una matita per copiare, disegnò un cerchio attorno a quel punto. Quindi convocò gli altri medici e mostrò loro che il punto all'interno del cerchio nel suo corpo era la causa della sua malattia. Aveva localizzato un ascesso il cui coagularsi durante il giorno provocava la febbre al paziente. Sebbene nessuno degli altri medici gli credesse inizialmente, il referto dei raggi X confermò che la diagnosi era giusta. Prescrisse compresse di sulfamidici per sciogliere l'ascesso e guarì con successo la paziente.

## Etica
Guruswami Mudaliar non trattò mai nessuno gratuitamente poiché credeva che un trattamento gratuito sarebbe stato considerato privo di valore. Fece però pagare solo una piccola tassa da pazienti poveri.
Durante gli anni '50, quando l'influenza colpì duramente Madras, il Dr. Mudaliar suggerì una compressa chiamata Elkosin per curare una delle sue interviste; questa fece scalpore e le vendite del farmaco aumentarono. Tuttavia, molti medici della città erano molto critici nei confronti di Mudaliar per aver prescritto una compressa di marca come trattamento che ritenevano fortemente contrario all'etica medica. L'uomo affermò di aver posto il benessere del paziente al di sopra dell'etica.

## Riconoscimenti e onorificenze
- Il ponte che collega Kilpauk e Chetpet a Chennai venne intitolato a suo nome, così come la strada che lo percorre.
- Una statua di Guruswamy è presente al Madras Medical College.[10]

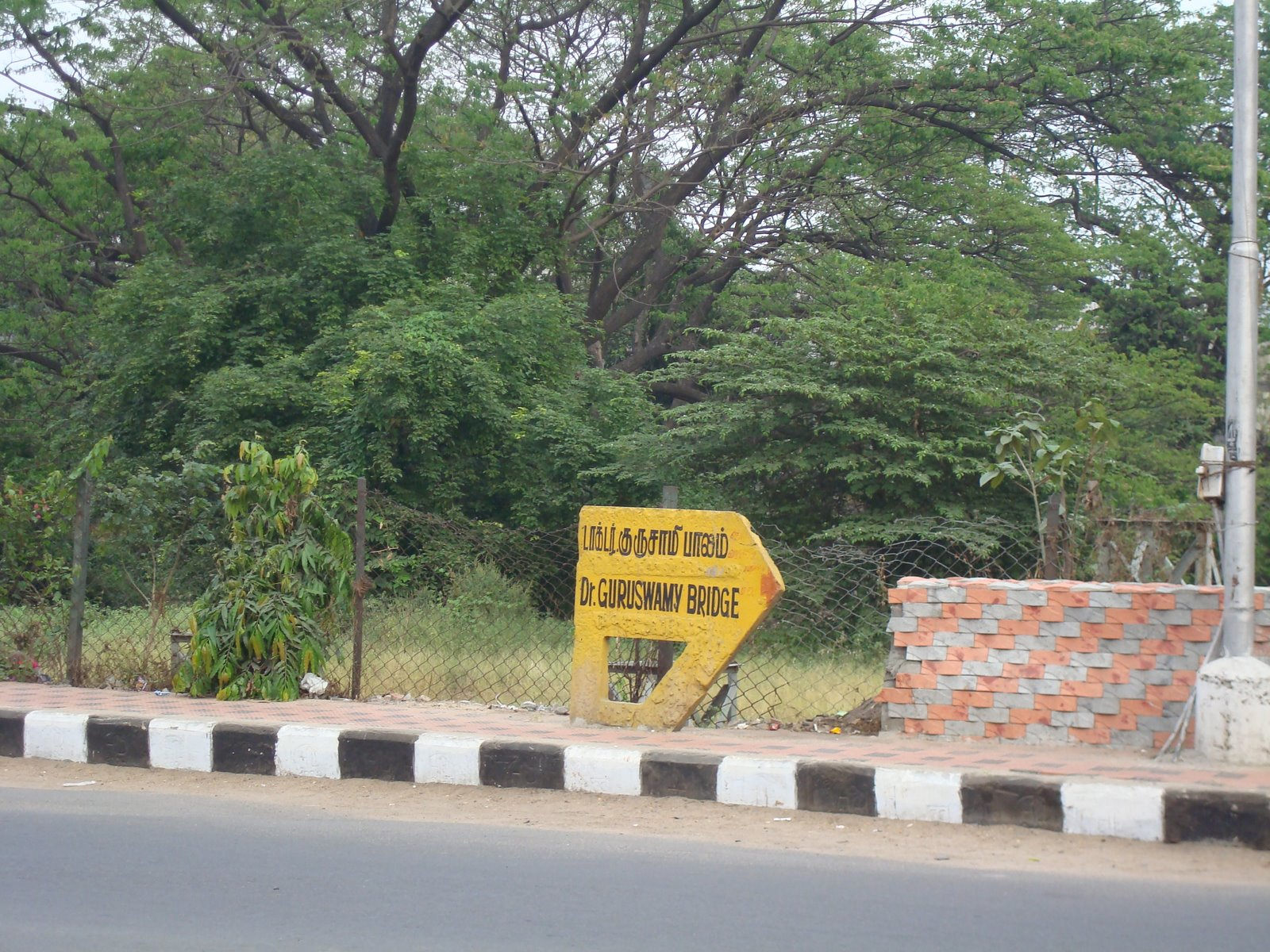
Il ponte Dr. Gurusamy, a Kilpauk

- Venne onorato da una copertina speciale edita dal servizio postale indiano.[11]
- Dr. Guruswamy Mudaliar Thondaimandala Tuluva Vellala Hr. Sec School, chennai 1 è una scuola che reca il suo nome.